# Małków (gromada)
Małków (do 28 II 1956 Szychowice) – dawna gromada, czyli najmniejsza jednostka podziału terytorialnego Polskiej Rzeczypospolitej Ludowej w latach 1954–1972.
Gromady, z gromadzkimi radami narodowymi (GRN) jako organami władzy najniższego stopnia na wsi, funkcjonowały od reformy reorganizującej administrację wiejską przeprowadzonej jesienią 1954 do momentu ich zniesienia z dniem 1 stycznia 1973, tym samym wypierając organizację gminną w latach 1954–1972.
Gromadę Małków siedzibą GRN w Małkowie utworzono 29 lutego 1956 w powiecie hrubieszowskim w woj. lubelskim w związku z przeniesieniem siedziby gromady Szychowice z Szychowic do Małkowa i zmianą nazwy jednostki na gromada Małków.
1 stycznia 1960 gromadę zniesiono, włączając jej obszar do gromady Kryłów w tymże powiecie.